# Skalenoeder
V geometriji je skalenoeder polieder s tremi ali več pari ploskev, ki so skladni raznostranični trikotniki.
Skalenoeder je pogosta oblika kristalov, na primer kalcita.